# Westarmenisch

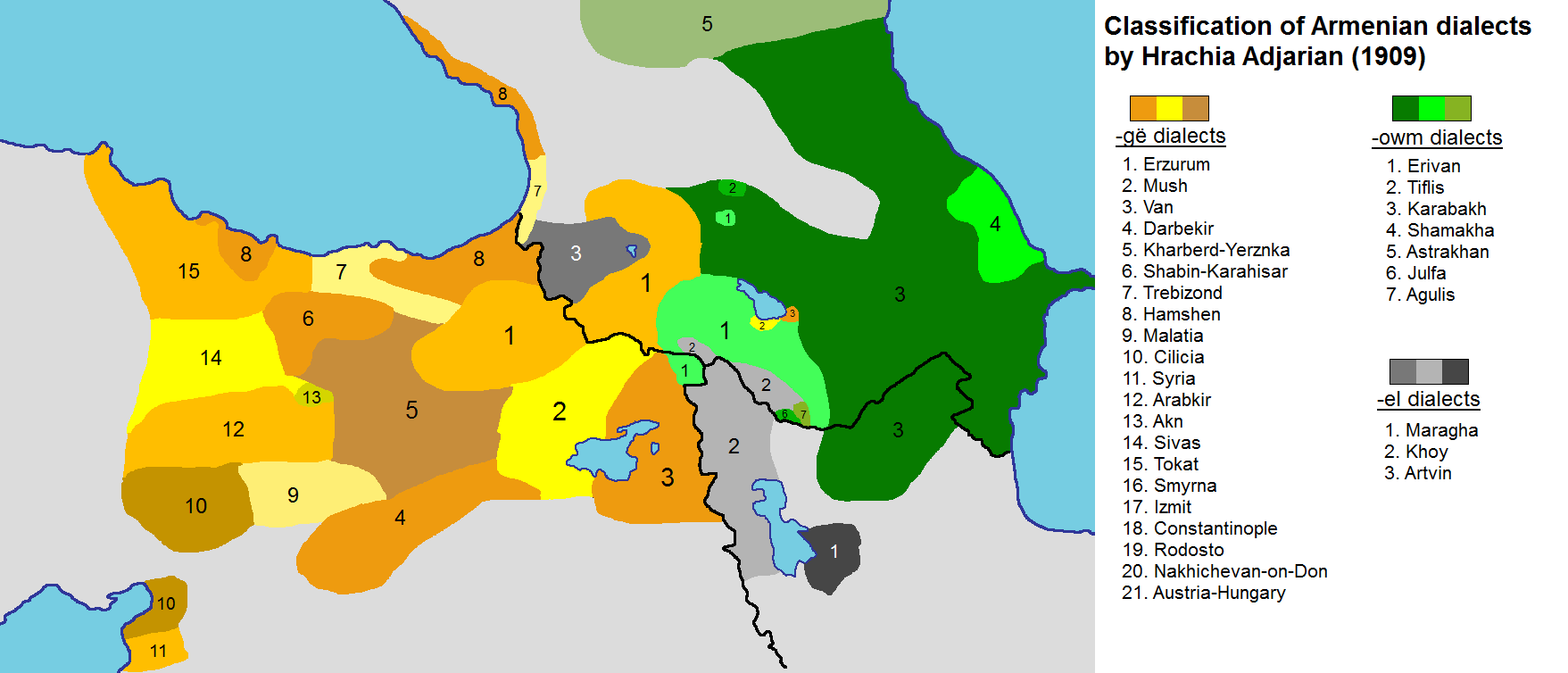
Armenische Dialekte des frühen 20. Jahrhunderts; -gë-Dialekte in gelb (nach Adscharjan)

Westarmenisch (armenisch Արեւմտահայերէն, auch Աշխարհաբար Aschcharapar; bis zur ersten Hälfte des 20. Jahrhunderts Türkisch-Armenisch Թրքահայերէն T’rkahajeren) ist eine der beiden standardisierten Formen der plurizentrischen armenischen Sprache; sie wurde bis zum osmanischen Völkermord an den Armeniern und den Vertreibungen 1915 im östlichen und südlichen Teil der heutigen Türkei gesprochen. Seitdem wird sie nur noch in der armenischen Diaspora gesprochen; ausgenommen davon sind jedoch die Armenier des Iran und Russlands, die Ostarmenisch sprechen, was auch in der Republik Armenien Amtssprache ist.
Das Westarmenische orientierte sich am armenischen Dialekt Konstantinopels, der dort vom apostolischen Patriarchat verwendet wurde, während das Ostarmenische auf den Dialekten des Ararat-Hochlandes basiert. Ein Dialekt des Westarmenischen, der heute noch in der Türkei gesprochen wird, ist das Homschezi der Hemschinli.
Als eine Diasporasprache und als Sprache, die in keinem Land einen offiziellen Status hat, geht das Westarmenische einem Sprachtod entgegen, da seine Muttersprachler aufgrund des Assimilationsdrucks in den Gastländern ihre Kenntnisse des Westarmenischen verlieren. Schätzungen nach beherrschen inzwischen weniger als eine Million Menschen flüssig Westarmenisch.

## Geschichte
Westarmenisch entwickelte sich unter den in Anatolien einheimischen Armeniern (heute Türkei). Staatliche und politische Instabilität des historischen Armeniens wirkte sich auf die Weiterentwicklung der Sprache aus. Durch den Verlust der Unabhängigkeit Armeniens als Staat wurden die verschiedenen Sprachregionen isoliert. Die klassische Sprache der armenischen Spätantike, das Grabar, diente in ihrer einigenden Funktion bis zum frühen 19. Jahrhundert. Die Unterschiede zwischen den Dialekten wurden stärker hervorgehoben, als das Land in die drei Nachfolgemächte aufgeteilt wurde: Persien, das Byzantinische Reich bzw. die Osmanische Türkei und Russland.
Ab dem 12. Jahrhundert, im Anschluss an die Errichtung des Armenischen Königreiches von Kilikien und der Zusammenarbeit mit den Kreuzfahrern, übernahm das Armenische aus dem Französischen Wörter im verwaltungstechnischen, wirtschaftlichen und gesellschaftlichen Bereich. Die Buchstaben o und f (օ, ֆ) fanden ihren Einzug in das traditionelle Armenische Alphabet.
Während des frühen 20. Jahrhunderts wurde mit der Vernichtung und Vertreibung fast aller Armenier aus Anatolien das Westarmenische des Landes beraubt, in dem es indigen gesprochen wurde. Bis dahin wurde es in den Sechs armenischen Vilâyets des Osmanischen Reiches gesprochen. Für die nächsten 100 Jahre wurde das Westarmenische zu einer Sprache degradiert, die nur noch in der Diaspora gesprochen wird – von Armeniern, die in verschiedenen Länder des Nahen Ostens, Europas (Armenier in Deutschland), Nordamerikas, Südamerikas und Ozeanien Zuflucht finden mussten.

## Verhältnis zwischen den Formen des Armenischen
Bis ins frühe 20. Jahrhundert hinein war Westarmenisch der dominante armenische Dialekt. Kennzeichnend ist etwa ein hoher Anteil türkischer Lehnwörter. Ostarmenisch und Westarmenisch sind für gebildete Armenier gut untereinander verständlich. Dies liegt vor allem an dem hohen Anteil gemeinsamen Wortschatzes, während vor allem die Auswirkungen der Westarmenischen Lautverschiebung zu gewissen Verständnisschwierigkeiten führen können. Im Bereich der Grammatik trägt das Westarmenische hingegen oft archaischere Züge als die östliche Variante. Beide Sprachformen teilen sich den gemeinsamen ISO 639-1-Code hy. Der ISO 639-3-Code für beide ist hye. Die Armenische Wikipedia ist mit hy kodiert und zum größten Teil auf Ostarmenisch verfasst, jedoch existiert inzwischen für viele Artikel auch eine westarmenische Version. Einige kommerzielle Übersetzungsagenturen raten dazu, dass Übersetzungen aus dem Englischen normalerweise ins Ostarmenische sein sollten.
Obwohl die Republik Armenien rechtlich nicht zwischen den beiden Formen unterscheidet und schlicht „Armenisch“ zur Amtssprache erklärt, ist faktisch Ostarmenisch ihre Amtssprache, auch in allen Bereichen des Lebens wird diese Form verwendet.

## Verbreitung und Situation
Westarmenisch ist eine Indogermanische Sprache, die von der armenischen Diaspora gesprochen wird, hauptsächlich in Europa, Nord- und Südamerika und dem größten Teil des Nahen Ostens (von den Armeniern in Syrien und im Libanon) mit Ausnahme des Iran, Georgiens, der Republik Bergkarabach in Aserbaidschan und Armeniens. Es wird nur noch von einem kleinen Prozentsatz der verbliebenen Armenier in Konstantinopel als Muttersprache gesprochen, von 18 Prozent der gesamten Gemeinschaft und 8 Prozent unter der jüngeren Generation. Westarmenisch war bis zu den Massakern an den Armeniern 1894–1896, dem Massaker von Adana 1909 und dem Völkermord an den Armeniern ab 1915 der dominante armenische Dialekt. Seitdem wurde Westarmenien (im östlichen Teil der heutigen Türkei) von den Armeniern „gesäubert“. Die Nachfahren derjenigen, die nach Ostarmenien (damals ein Teil des Russischen Kaiserreiches) flohen, sprechen heute Ostarmenisch.
Am 21. Februar 2009 wurde der Internationale Tag der Muttersprache von der UNESCO mit der Veröffentlichung des Atlas der bedrohten Weltsprachen markiert, wo die Westarmenische Sprache in der Türkei als eine „eindeutig bedrohte Sprache“ bezeichnet wird.